# يون جي سونغ
يون جي سونغ (윤지성، مواليد 8 مارس 1991) مغني كوري جنوبي تحت شركة ام ام أو إنتيرتينمنت. معروفٌ باحتلاله المركز الثامن في برنامج إنتاج 101 الموسم 2 وبهذا أصبح عضوا وقائدا في فرقة واناون.

## التعليم
- مدرسة ونجو المتوسطة
- تخرج مدرسة الفنون التقليدية الثانوية [2]
- كلية مونجو للدراما والاتصالات البصرية

## أعماله

### برامج متنوعة
- «إنتاج 101» (2017) - مُتسابق
- «سعداء معا» (2017) - ضيف
- «واناون قو» (2017) - طاقم الأعضاء

## روابط خارجية
- يون جي سونغ على موقع ميوزك برينز (الإنجليزية)